# Sipaneopsis morichensis
Sipaneopsis morichensis är en måreväxtart som beskrevs av Julian Alfred Steyermark. Sipaneopsis morichensis ingår i släktet Sipaneopsis och familjen måreväxter. Inga underarter finns listade i Catalogue of Life.